# 비탈리스 아스타페우스
비탈리스 아스타페우스(라트비아어: Vitālijs Astafjevs, 1971년 4월 3일 ~ )는 라트비아의 전 축구 선수이자 현 축구 지도자로 현재 키프로스 퍼스트 디비전의 아리스 리마솔에서 수석 코치로 활동 중이며 과거 미드필더로 활약하였으며 라트비아 대표팀 역대 국제 A매치 최다 출전자이자 FIFA 센추리클럽에 가입한 7명의 라트비아 선수 중 하나다.

## 같이 보기
- A매치 100경기 이상 출전한 축구 선수 명단